# David Arnold
David Arnold (født 23. januar 1962) er en britisk komponist af filmmusik. Han er bedst kendt for musikken til fem James Bond-film, Stargate fra 1994 og Independence Day fra 1996.